# Marumba heynei
Marumba heynei är en fjärilsart som beskrevs av Jules Leon Austaut 1892. Marumba heynei ingår i släktet Marumba och familjen svärmare. Inga underarter finns listade i Catalogue of Life.